# Ehud Kalai

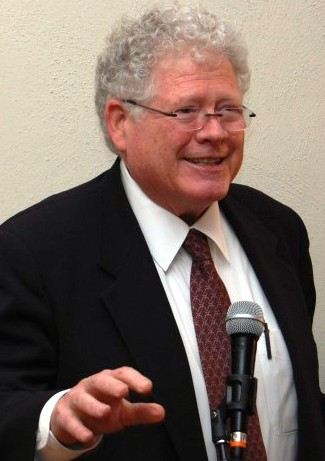
Ehud Kalai

Ehud Kalai (Tel Aviv, 7 de diciembre de 1942) es un prominente teórico estadounidense de juegos y economista matemático conocido por sus contribuciones al campo de la teoría de juegos y su interfaz con la economía, la elección social, la informática y la investigación operativa. Fue el Profesor Distinguido James J. O'Connor de Ciencias de la Decisión y de Juegos en la Universidad Northwestern, 1975-2017, y actualmente es Profesor Emérito de Economía Gerencial y Ciencias de la Decisión.

## Biografía
Nacido en el Mandato británico de Palestina el 7 de diciembre de 1942, Kalai se mudó a los EE. UU. en 1963. Recibió su AB en matemáticas de la Universidad de California Berkeley (1967), una maestría (1971) y un doctorado (1972) en estadística y matemáticas de Universidad de Cornell. Después de servir como profesor asistente de estadística en la Universidad de Tel Aviv (1972-75), fue contratado por la Universidad Northwestern para establecer un grupo de investigación en teoría de juegos. Es el director fundador del Centro de Teoría de Juegos y Comportamiento Económico de Kellogg y el director ejecutivo de la serie de Conferencias Conmemorativas Nancy L. Schwartz.
Kalai es el editor fundador de Juegos y Comportamiento Económico, el diario líder en la teoría de juegos. Con Robert J. Aumann, Kalai fundó la Sociedad de la Teoría de Juegos,  de la que fue presidente desde 2003 hasta 2006. Es miembro de la Academia Americana de las Artes y las Ciencias, de la Sociedad Econométrica, fue galardonado con un doctorado honoris causa por la Universidad de París Dauphine (2010), el Premio Sherman Fairchild a un Distinguido Estudioso por el Instituto de Tecnología de California (1993), y fue nombrado titular de la Cátedra Oskar Morgenstern de Investigación en la Universidad de Nueva York (1991).
Desde 2008, la Sociedad de la Teoría de Juegos ha otorgado al Premio Kalai para trabajos destacados en la interfaz de la teoría de juegos y las ciencias de la computación. El premio fue nombrado así en reconocimiento de su contribución a hacer de puente entre estos dos campos.

## Visión de Kalai de la teoría de juegos
Kalai definió así el campo de la teoría de juegos en una entrevista que aparece en el libro Game Theory: 5 Questions, editado por Vincent F. Hendricks y Pelle Guldborg Hansen:
"La teoría de juegos ha sido descrita por algunos como la física de las ciencias sociales. Creo que otra analogía útil implica a la probabilidad y la estadística. La teoría de la probabilidad ofrece un lenguaje y reglas para manejar la incertidumbre, y las estadísticas ofrecen herramientas para aplicaciones del mundo real. Estas teorías están diseñadas para lidiar con la incertidumbre, sin importar dónde se presente. De manera similar, la teoría de juegos ofrece un lenguaje y reglas para lidiar con la interacción estratégica, donde sea que surja. Las aplicaciones de Arthur Andersen y Baxter sugieren un paralelo interesante con las estadísticas. Cuando se trata de una aplicación de la vida real, un estadístico debe elegir el mejor entre un conjunto de modelos disponibles: un enfoque clásico, un enfoque no paramétrico, un enfoque bayesiano, etc. Un teórico de juegos debe elegir entre un modelo de coalición, un modelo estratégico o un híbrido de varios modelos."
"Pero pensar en la teoría de juegos como similar a la probabilidad y las estadísticas hace que la relación con otras ciencias sea clara. Primero, como la teoría de la probabilidad, una teoría de juegos bien desarrollada es fundamental en cualquier tema que trate con la interacción. En segundo lugar, en aplicaciones prácticas que implican interacción estratégica, no hay forma de evitar el uso de la teoría de juegos. Sin embargo, siguiendo la práctica de las estadísticas, puede ser necesario tener varios modelos de teoría de juegos diferentes, con el usuario eligiendo el modelo apropiado para la aplicación."
"Como hemos discutido, la interacción de la teoría de juegos con la economía en el siglo XX se ha concentrado principalmente en aplicaciones teóricas. Y de hecho, de manera similar al uso de la teoría de la probabilidad, el uso de la teoría de juegos se ha vuelto inevitable en todos los estudios rigurosos de los fenómenos económicos estratégicos. Vemos que la ciencia política está pasando por una progresión similar, incluso en un nivel más fundamental. A diferencia de la economía, en que se realizó mucho modelado formal antes de la llegada de la teoría de juegos (a través de modelos de oferta y demanda de equilibrio, por ejemplo), el modelado formal inicial de los sistemas políticos tuvo que comenzar con el uso de la teoría de juegos."
"La interacción con la biología evolutiva y la informática es interesante porque hay una fertilización recíproca entre la teoría de los juegos y estos otros temas. Como la biología evolutiva estudia la interacción entre las especies, es natural aplicar la teoría de los juegos allí. Pero lo contrario también es cierto. Las teorías de evolución describen cómo evoluciona el comportamiento de las especies, sin recurrir a la racionalidad sino a conceptos como imitación, supervivencia del más apto, etc. Un hallazgo importante es que, a pesar de no depender de la racionalidad, el comportamiento de las especies converge a un equilibrio de Nash. Esta es una conexión importante. Hace que ambas teorías sean más sólidas, y es el tema de mucha investigación actual."
"Una fertilización recíproca similar está presente en la interacción de la teoría de juegos y la informática. Tanto la teoría de juegos como la informática comparten un objetivo común: la matematización de las elecciones y el comportamiento racionales. Históricamente, sin embargo, la informática se concentró principalmente en algoritmos que generan elecciones racionales, sujetos a restricciones de complejidad. Durante mucho tiempo, ignoró aspectos estratégicos e interactivos en sistemas que involucraban a más de un solo responsable de la toma de decisiones. La teoría de juegos, por otro lado, ignoró los problemas de cómputo y complejidad y se concentró principalmente en los aspectos estratégicos interactivos. En los últimos años, hemos visto una interacción creciente y una fertilización cruzada entre los dos campos."

## Contribuciones seleccionadas
En la teoría cooperativa de juegos, la solución Kalai-Smorodinsky reabrió el estudio de la negociación al mostrar que la solución de Nash, hasta entonces no cuestionada, no es única. Más tarde axiomatizó la solución igualitaria a los problemas de negociación y, con Dov Samet, formuló su extensión a juegos cooperativos generales (NTU), unificándola con el Valor de Shapley (TU).
Para juegos estratégicos de información completa para dos personas con utilidad transferible, Kalai llega a la conclusión que todas las principales soluciones de arbitraje y negociación de amenaza variable coinciden. Esta confluencia de soluciones de teóricos como Nash, Harsanyi, Raiffa y Selten es más que una mera coincidencia. Kalai en la clase de juegos para dos personas con una utilidad transferible, presenta una teoría más completa para su solución. Presenta en primer lugar una descomposición de un juego en componentes cooperativos y competitivos, en segundo lugar una fórmula computable para la solución, en tercer lugar una justificación axiomática de la solución y finalmente una generalización de la solución, junto con un esquema de arbitraje que la implemente. El objetivo es reiniciar la investigación sobre soluciones cooperativas para juegos estratégicos y sus aplicaciones.
En la teoría de juegos no cooperativa, el modelo de aprendizaje racional de Kalai y Lehrer mostró que los jugadores racionales con creencias compatibles con la verdad finalmente aprenden a jugar equilibrios de Nash de juegos repetidos. En particular, en equilibrios bayesianos de juegos repetidos, toda la información privada relevante eventualmente se convierte en conocimiento común. El trabajo de Kalai en grandes juegos demostró que el equilibrio de los juegos bayesianos con muchos jugadores es estructuralmente robusto, por lo tanto, los grandes juegos escapan de las principales trampas en el modelado teórico de juegos.
Kalai también es conocido por la investigación colaborativa seminal sobre juegos de flujo y juegos totalmente equilibrados; la complejidad estratégica y sus implicaciones en los sistemas económicos y políticos; el arbitraje, la delegación estratégica y los compromisos; extensiones del Teorema de Imposibilidad de Arrow en la elección social; la velocidad de servicio competitiva en colas; y en la polarización estratégica racional en la toma de decisiones grupales.

## Publicaciones seleccionadas[8]

### Teoría del juego cooperativo
"Otras soluciones a los problemas de negociación de Nash", Econometrica, 1975 (con M. Smorodinsky)
"Soluciones proporcionales a situaciones de negociación: comparaciones de utilidad interpersonal", Econometrica, 1977
"Soluciones monotónicas a los juegos cooperativos generales", Econometrica, 1985 (con D. Samet)

### Teoría de juegos no cooperativa
"Racionalidad finita y complejidad interpersonal en juegos repetidos", Econometrica, 1988 (con W. Stanford)
"El aprendizaje racional conduce al equilibrio de Nash", Econometrica, 1993 (con E. Lehrer)
"Grandes juegos robustos", Econometrica, 2004

### Probabilidad y aprendizaje
"Representaciones bayesianas de procesos estocásticos en proceso de aprendizaje: deFinetti Revisado", Econometrica, 1999 (con M. Jackson y R. Smorodinsky)

### Ciencias económicas
"La Curva de Demanda Kinked, Prácticas Facilitadoras, y Coordinación Oligopolística", 1986 Northwestern DP (con M. Satterthwaite, publicado por Kluwer, 1996))
"Contratos observables: Delegación estratégica y cooperación", International Economic Review, 1991 (con C. Fershtman y K. Judd)
"Consideraciones de complejidad en el comportamiento del mercado", The RAND Journal of Economics, 1993 (con C. Fershtman)

### Elección social
"Procedimiento de agregación para las preferencias cardinales: una formulación y una prueba de la conjetura de imposibilidad de Samuelson", Econometrica, 1977 (con D. Schmeidler)
"Caracterización de dominios que admiten funciones de bienestar social no dictatoriales y procedimientos de votación no manipulables", Journal of Economic Theory, 1977 (con E. Muller)
"Path Independent Choices", Econometrica, 1980 (con N. Megiddo)

### Investigación de Operaciones / Informática
"Totally Balanced Games and Games of Flow", Matemáticas de investigación operativa, 1982 (con E. Zemel)
"Velocidades óptimas de servicio en un entorno competitivo", Management Science, 1992 (con M. Kamien y M. Rubinovitch)
"Grandes juegos parcialmente especificados", Notas de conferencia en informática, 2005

### Psicología Matemática
"Polarización Estratégica", Revista de Psicología Matemática, 2001 (con A. Kalai)